# European Article Numbering

EAN-13 (GTIN-13) szám, amit EAN-13 vonalkódszimbólum szerint kódoltak. Az első számjegy mindig külön áll, továbbá a szimbólumon kívülre teszik a csendes zóna jelét (>), ami azért kell, hogy a vonalkódolvasó helyesen működjön

Az európai gyártmánykód (angolul European Article Numbering, EAN) olyan vonalkódrendszer, amely az eredeti 12-jegyű Universal Product Code (UPC) rendszert bővíti. Ezt Észak-Amerikában fejlesztették ki. Az EAN-13 vonalkódot a GS1 szervezet szabványai határozzák meg. Az EAN japán megfelelője a Japanese Article Number (JAN). Az UPC, EAN, és a JAN számokat együttesen Global Trade Item Numbersnek nevezik (GTIN), bár ezeket ki tudják fejezni több különböző fajta vonalkódban is.

## Az EAN-13 felépítése
Az EAN-13 vonalkódokat világszerte kiskereskedelmi árucikkek jelzésére használják, ahogy a ritkább EAN-8 vonalkódot is, ami inkább kisebb méretű tételek értékesítésére szolgál. EAN-13-ban a szimbólum 13 számjegyből áll (az EAN-8 pedig nyolcból). A számjegyek négy részbe oszlanak:
- Rendszerkód (GS1 prefix) az első három számjegy, általában az  országot azonosítja, ahol a gyártót bejegyezték (ez nem szükségképpen ugyanaz, ahol a terméket ténylegesen gyártják). Az EAN-13 vonalkód lehet egy 10-jegyű ISBN kiterjesztése vagy ISMN-kód bővítése, ekkor a rendszerkód 978 vagy 979 lesz; a 977 ISSN-t jelez.

- Gyártókód, négy, öt vagy hat számjegyből álló kódsor, amely a rendszer hosszától vagy az országkódtól függ.

- Termékkód, öt számjegyből áll.

- Ellenőrző számjegy, egyetlen a kód végén, egy ellenőrző számjegy. Ezt modulo 10 számítják, ahol a súlyok váltakozva 1 és 3. Mivel ezek relatív prímek, a rendszer észleli egyetlen szám megváltozását, két szám felcserélését már nem, mivel minden két szomszédos súlypár különbsége ugyanannyi.

Néha 2-jegyű (EAN 2) és 5-jegyű (EAN 5) kiegészítő vonalkódokat adnak hozzá, ekkor 14 vagy 17 adatszámjegyhez tartozik egy ellenőrző számjegy. Ezeket általában folyóiratokra (jelezni a sorozatszámot) és könyvekre (jelezni az eladási árat) teszik.

### Rendszerkód
Az első három számjegy legtöbbször az országot képviseli. Fontos megjegyezni, hogy olyan EAN kódokat, amelyek 0-val kezdődnek, ritkán használnak, mivel ez a 12-jegyű UPC-rendszerhez bővítése. Mióta a legtöbb szkenner és nyilvántartás világszerte egyformán olvashatja mindkettőt, a legtöbb gyártó Észak-Amerikában még mindig a UPC-kódot használja.

## Az EAN-13 bináris kódolása

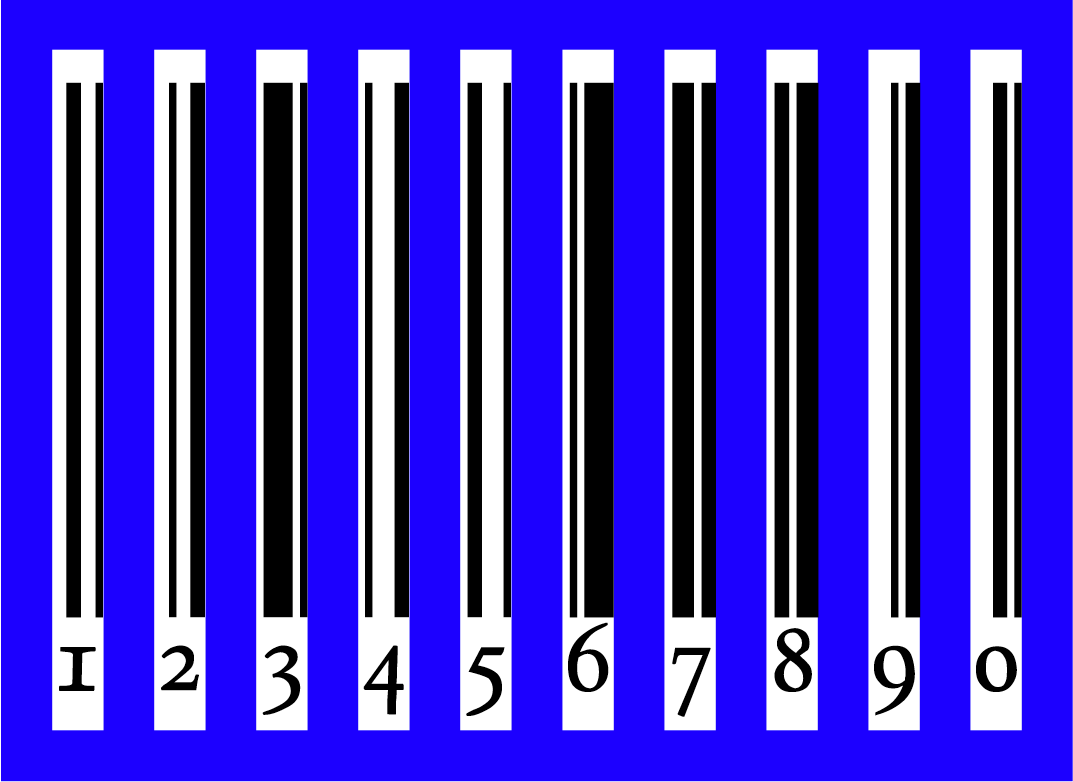
Az L-kódok

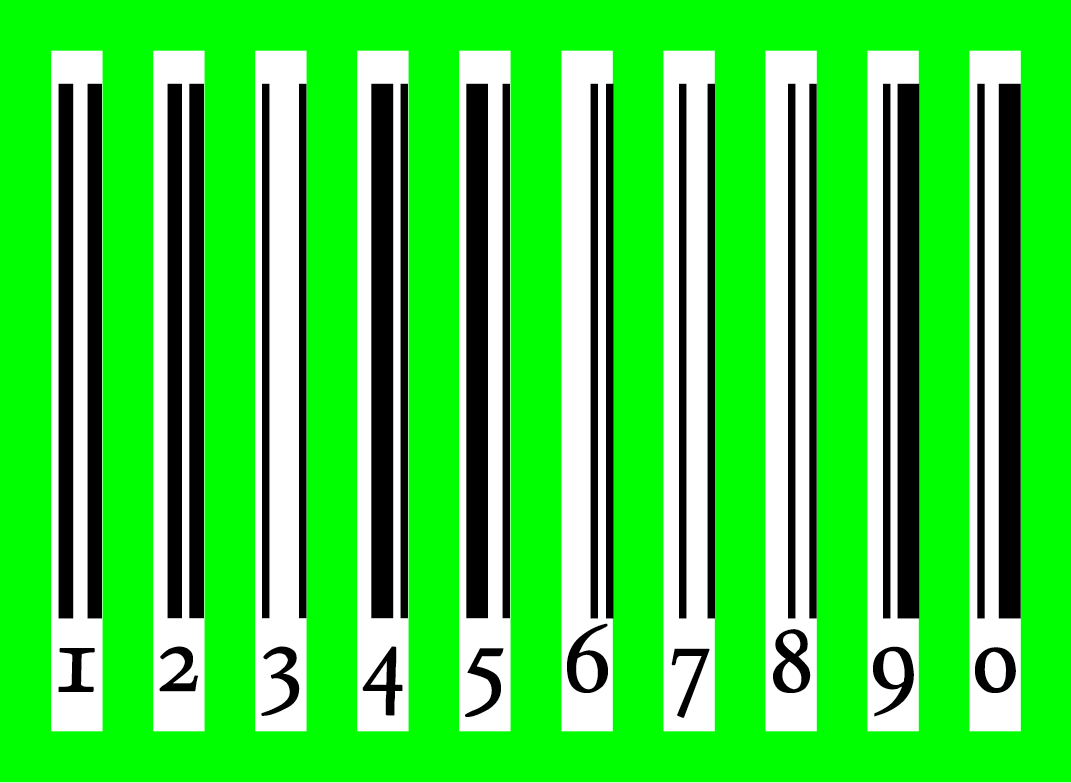
A G-kódok

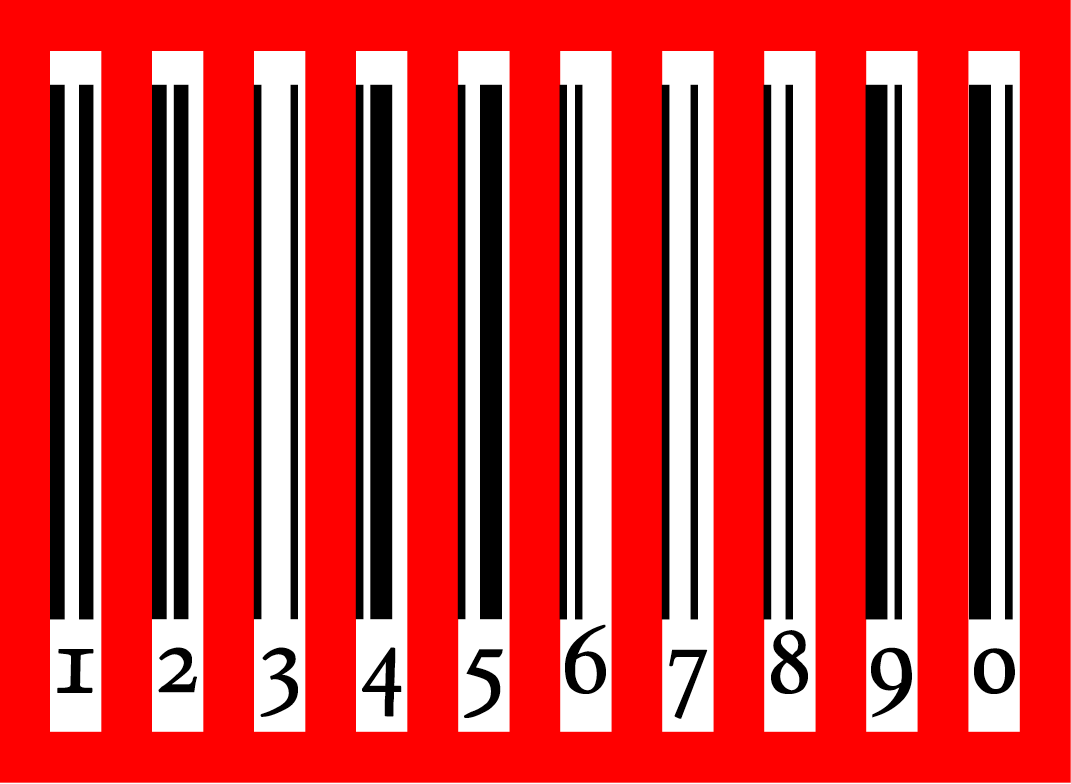
Az R-kódok

Az EAN-13 vonalkódok kódolásakor a számjegyek először 3 csoportba vannak felosztva.
Az első számjegy, a rákövetkező (első) 6-os csoport, és az utolsó 6-os számcsoport.
Az első hatos csoport egy olyan séma szerint van kódolva, ahol minden egyes számjegynek két lehetséges kódolása van. Az egyik páros, a másik páratlan paritású.
Az első számjegy az a következő hat számjegy mindegyikére vonatkozó két lehetséges kódolás valamelyikének mintájával van kódolva az alábbi táblázatnak megfelelően.
(A többi számjegytől eltérően az első számjegy nincs közvetlenül vonalmintájával reprezentálva.)
Az utolsó 6-os csoport minden számjegye ugyanazzal az egy mintahalmazzal van kódolva, mint amit a UPC kódolásnál használnak.
Ha az első számjegy nulla, akkor az első hatos csoport minden számjegye ugyanazzal a mintával van kódolva, mint a UPC kódolásnál, mivel ekkor a kód a UPC bővítése.
| Első kódok | Első hat csoportkód | Utolsó 6 csoportkód |
| ---------- | ------------------- | ------------------- |
| 0          | LLLLLL              | RRRRRR              |
| 1          | LLGLGG              | RRRRRR              |
| 2          | LLGGLG              | RRRRRR              |
| 3          | LLGGGL              | RRRRRR              |
| 4          | LGLLGG              | RRRRRR              |
| 5          | LGGLLG              | RRRRRR              |
| 6          | LGGGLL              | RRRRRR              |
| 7          | LGLGLG              | RRRRRR              |
| 8          | LGLGGL              | RRRRRR              |
| 9          | LGGLGL              | RRRRRR              |

| Kódoló számjegyek | L-kód   | G-kód   | R-kód   |
| ----------------- | ------- | ------- | ------- |
| 0                 | 0001101 | 0100111 | 1110010 |
| 1                 | 0011001 | 0110011 | 1100110 |
| 2                 | 0010011 | 0011011 | 1101100 |
| 3                 | 0111101 | 0100001 | 1000010 |
| 4                 | 0100011 | 0011101 | 1011100 |
| 5                 | 0110001 | 0111001 | 1001110 |
| 6                 | 0101111 | 0000101 | 1010000 |
| 7                 | 0111011 | 0010001 | 1000100 |
| 8                 | 0110111 | 0001001 | 1001000 |
| 9                 | 0001011 | 0010111 | 1110100 |

megjegyzés
Az R-oszlop kódjai az L-oszlop megfelelő kódjainak bitenkénti negáltja.
A G-oszlop kódjai megfelelnek az R-oszlop kódjainak fordított bitsorrendben.
Lásd a színes hátterű kódolások képeit.

## Ellenőrző számítás
Az ellenőrző számjegyhez először különböző súlyokkal megszorozva összeadogatják a kódot alkotó számokat. Az összeg utolsó számjegyét levonják 10-ből, ez az ellenőrző számjegy. Ha ez tízre jön ki, akkor helyette nullát írnak.

## Súly
A kódban szereplő számjegyek helyi értékük szerint különböző súlyokat kapnak. Az EAN18-kód első számjegyének súlya 3, majd váltakozva 1 illetve 3. A helyi értékek és a hozzájuk tartozó súlyok:
| 1 | 2 | 3 | 4 | 5 | 6 | 7 | 8 | 9 | 10 | 11 | 12 | 13 | 14 | 15 | 16 | 17 |
| 3 | 1 | 3 | 1 | 3 | 1 | 3 | 1 | 3 | 1  | 3  | 1  | 3  | 1  | 3  | 1  | 3  |

## EAN 8
Az EAN 8 kódot 7351353-mal bővítik, így az ellenőrző összeg alakulása:
| Pozíció  | 1 | 2 | 3 | 4 | 5 | 6 | 7 | 8 | 9 | 10 | 11 | 12 | 13 | 14 | 15 | 16 | 17 |
| Súly     | 3 | 1 | 3 | 1 | 3 | 1 | 3 | 1 | 3 | 1  | 3  | 1  | 3  | 1  | 3  | 1  | 3  |
| Kód      |   |   |   |   |   |   |   |   |   |    | 7  | 3  | 5  | 1  | 3  | 5  | 3  |
| Összegek |   |   |   |   |   |   |   |   |   |    | 21 | 3  | 15 | 1  | 9  | 5  | 9  |

Ha az összeg ebből a vonalkódból van, akkor: 63
63 modulo 10 = 3
10 mínusz 3 adja az ellenőrzőszámot = 7
Ha a teljes EAN-8 kód van, akkor a kiegészítés: 73513537

## Az SEE-rendszer
- Elektronikus adatcsere
- Global Electronic Party Information Register (GEPIR) a GS1 kódok egy kereshető elosztott adatbázisa
- GTIN
- EAN 8, egy másik fajta EAN-vonalkód

## Külső hivatkozások
- https://www.upcdatabase.com/ Archiválva 2020. november 9-i dátummal a Wayback Machine-ben
- https://www.ean-search.org/
- https://hu.product-search.net/
- https://metacpan.org/search?q=barcode
- https://gs1hu.org - Magyarországi GS1 regisztrátor
- https://ontapadocimkenyomtatas.hu/vonalkod-igenylese-termekre/ - GS1 regisztráció konyhanyelven + ügyintézés